# Stade olympique de Phnom Penh
Le stade olympique de Phnom Penh (en khmer : ពហុកីឡដ្ឋានជាតិអូឡាំពិក) est un stade situé dans le complexe sportif national de Phnom Penh au Cambodge. Construit de 1962 à 1964, c'est la plus grande enceinte sportive du pays avec 50 000 places. Il a été conçu par l'architecte cambodgien Vann Molyvann.
Le stade est construit sur une levée de terre au-dessus de douves pour recevoir les eaux de pluie. Il est composé du stade proprement dit (soixante mille places), d'un palais des sports de huit mille places et de deux piscines avec tribunes pour quatre mille spectateurs : une piscine olympique (50 m) et une piscine à plongeoir olympique.

## Histoire
Le complexe a été construit à partir de 1962, dans l’optique des jeux de l'Asie du Sud-Est péninsulaire qui devaient se dérouler un an plus tard au Cambodge. À cause des délais très courts, la construction a été menée au pas de charge et les premiers terrassements ont débuté avec de traditionnels chars à bœufs cambodgiens, avant que des bulldozers ne soient disponibles et viennent prendre le relais. Les compétitions seront finalement annulées et le stade ne sera inauguré qu’en 1964.
Le palais des sports est situé à l’ouest du complexe. Ses quatre pans de toit plats, chacun soutenus par une seule colonne ont été réalisés avec l’aide de Vladimir Bodiansky, l’ancien collaborateur du Corbusier.
À l’est, le stade nautique est protégé par un toit à trois pièces qui fait face à celui du palais des sports. La conception est particulière de par la recherche d’un usage agréable d’éléments naturels. Dans les tribunes, les espaces entre les sièges sont pourvus d’ouvertures qui permettent de filtrer la lumières dans les salles dessous, mais aussi d’assurer une ventilation qui rafraîchit l’air ambiant.
Autour du stade, les pelouses éparses sont prisées la journée par les amateurs de jogging alors que le soir, des centaines de personnes se retrouvent à leur tour pour danser ou faire des exercices de gymnastique.
En 1975, quand le pays passe sous contrôle khmer rouge, le stade est utilisé pour les réunions politiques et les rassemblements de masse.
Mais l’avenir du site de 30 hectares en plein centre de Phnom Penh est menacé par les projets de développement et la spéculation immobilière qui fleurissent dans la capitale cambodgienne. Depuis le début du XXIe siècle, les habitations traditionnelles qui entourent le site font place à des immeubles à plusieurs étages surplombant des galeries marchandes, faisant craindre que le stade lui-même subisse un jour le même sort.
Le site a d’ailleurs été vendu en 2001 à un groupe taïwanais qui a comblé les fossés du système de drainage pour viabiliser le terrain, déclenchant de fréquentes inondations dans le quartier. Mais la crainte s’est accentuée depuis 2013 et la décision de faire construire un nouveau stade au nord-ouest de Phnom Penh afin d’accueillir les jeux d'Asie du Sud-Est de 2023, attribués au Cambodge.

## Événements
Le stade avait été construit pour accueillir les jeux de l'Asie du Sud-Est de 1963, mais ils ont été annulés à cause des problèmes politique du pays. Il a tout de même hébergé les Jeux des Nouvelles Forces émergentes en 1965.
En 1965 également, le stade olympique a accueilli les matches aller/retour qualificatifs pour la Coupe du monde de football de 1966 entre la Corée du Nord et l'Australie.
Le 1er septembre 1966 Charles de Gaulle y prononça le fameux discours de Phnom Penh.
Le 9 mai 2007, le chanteur de pop irlandais Ronan Keating s'est produit au palais des sports.
Du 17 au 25 octobre 2008, le stade accueille le tour préliminaire du championnat d'Asie du Sud-Est de football et qui vit les qualifications du Cambodge et du Laos pour le tour suivant.

### Référence
1. 1 2 3  (en) Haig Balian, « The man who built Cambodia : Vann Molyvann's 1964 National Stadium », sur Uncube magazine, 3 mars 2015 (consulté le 29 novembre 2017).
2. ↑  (en) Matt Steinglass, « The City He Built », The New York Times,‎ 15 mai 2005 (lire en ligne).
3. ↑  (en) David Eimer, « Vann Molyvann : the unsung hero of Phnom Penh architecture », South China Morning Post,‎ 8 février 2014 (lire en ligne).
4. ↑  (en) Dustin Roasa, « Vann Molyvann : Cambodia's forgotten architect », Los Angeles Times,‎ 14 novembre 2010 (lire en ligne).
5. ↑  (en) Khy Sovuthy, « CPP Senator Starts Work on SEA Games Sports Complex », The Cambodia Daily,‎ 14 avril 2013 (lire en ligne).
6. ↑  (en) Robert Turnbull, « Building Phnom Penh : An Angkorian heritage », The New York Times,‎ 27 mars 2007 (lire en ligne).
7. ↑  (en) Ron Gluckman, « The Greatest Story Never Told », sur Ron Gluckman's Reporting Pages, 4 janvier 2002 (consulté le 9 décembre 2017).
8. ↑  Charles de Gaulle, « Discours de Phnom-Penh », sur Fondation Charles de Gaulle, 1er septembre 1966 (consulté le 12 janvier 2010).
9. ↑  Lorraine de Foucher, « Ronan Keating : un chanteur pour midinettes à la conquête du Cambodge », Cambodge soir,‎ 2 mai 207.
10. ↑  (en) « AFF Championship – Suzuki Cup 2008 », Fédération de football d'Asie du Sud-Est (consulté le 9 décembre 2017).